# 12504 Nuest
12504 Nuest eller 1998 FS75 är en asteroid i huvudbältet som upptäcktes den 24 mars 1998 av LINEAR i Socorro County, New Mexico. Den är uppkallad efter Jennifer Elizabeth Nuest.
Asteroiden har en diameter på ungefär 4 kilometer.